# Sankt Olofs och Sankt Pers landskommun
Sankt Olofs och Sankt Pers landskommun var en tidigare kommun i Stockholms län.

## Administrativ historik
Sveriges kommuner skapades i och med att 1862 års kommunalförordningar trädde i kraft den 1 januari 1863. Då inrättades över hela riket cirka 2 500 kommuner, varav 89 var städer, 8 köpingar och de övriga landskommuner.
På landsbygden baserades de nya kommunerna på den gamla sockenindelningen. I normalfallet bildade varje socken en kommun och samma område även en församling inom Svenska kyrkan. Vissa avvikelser från huvudregeln kunde dock förekomma.
Sankt Pers och Sankt Olofs socknar i Ärlinghundra härad i Uppland bildade gemensamt denna kommun, medan församlingarna kvarstod som separata enheter. 
Redan några år före den landsomfattande kommunreformen 1952 upphörde kommunen då den inkorporerades i Sigtuna stad år 1948. 